# 伊戈尔·罗季奥诺夫
伊戈尔·罗季奥诺夫（俄语：Игорь Николаевич Родионов，羅馬化：Igor' Nikolayevich Rodionov，1936年12月1日—2014年12月19日），苏联及俄罗斯军事人物，曾任国防部部长。大将军衔。

## 生平
1936年出生于萨拉托夫州谢尔多布斯克区库拉基诺（今属奔萨州）。1948年搬至乌克兰苏维埃社会主义共和国外喀尔巴阡州穆卡切沃。
1954年参军，进入奥廖尔坦克兵学校接受军事教育。1956年加入苏联共产党。1957年分配至苏军驻德集群服役，历任摩托化步兵师坦克排排长、连长。1963年4月至1964年12月，任近卫坦克第4集团军第10师重型坦克连连长。1964年调至莫斯科军区任连长。1967年任坦克营副营长。1970年6月毕业于装甲兵军事学院，同年赴乌克兰利沃夫州任摩托化步兵第24师副团长，1972年任团长，1974年任副师长，1975年任喀尔巴阡军区摩托化步兵第17师师长。1980年毕业于总参谋部军事学院，任捷克斯洛伐克苏军中央集群第28军军军长。1983年6月任远东军区第5集团军司令。1985年4月任驻阿富汗第40集团军司令。1986年任莫斯科军区第一副司令。1988年4月任外高加索军区司令兼第比利斯驻军司令。1989年4月9日奉命在第比利斯指挥部队镇压示威活动，造成21人死亡。
事件发生后，他主动向国防部部长亚佐夫要求调离。1989年7月调任苏军总参谋部军事学院院长。1991年苏联解体后继续担任俄罗斯联邦武装力量总参谋部军事学院院长。1996年7月17日，在俄罗斯联邦安全会议秘书列别德的力荐下出任俄罗斯联邦国防部部长。1996年12月11日，因达到服兵役年龄限制而退役，成为“文职”国防部长。1997年5月22日，叶利钦在俄罗斯联邦国防会议上将其与萨姆索诺夫一同免职，原因是“军事改革进展缓慢”。
1998年12月，任俄罗斯军人工会中央委员会主席。1999年12月，当选国家杜马议员。2002年2月至2007年，担任俄罗斯人民爱国党主席，但该党未在司法部注册。该党是全俄政党“祖国”成员。2014年12月19日逝世。12月22日葬于联邦军人纪念公墓。

## 荣誉
- 红旗勋章
- 红星勋章
- 二级在苏联武装力量中为祖国服务勋章
- 三级在苏联武装力量中为祖国服务勋章

## 军衔
- 少将（1977年）
- 中将（1984年5月7日）
- 上将（1988年）
- 大将（1996年10月）[4]